# معمر ییلدیریم
معمر ییلدیریم (انگلیسی: Muammer Yıldırım؛ زادهٔ ۱۴ سپتامبر ۱۹۹۰) بازیکن فوتبال اهل ترکیه است.
از باشگاه‌هایی که در آن بازی کرده‌است می‌توان به باشگاه فوتبال مرسین و باشگاه ورزشی وان‌اسپور اف‌کی اشاره کرد.